# Водиця (Тирговиштська область)
Води́ця (болг. Водица) — село в Тирговиштській області Болгарії. Входить до складу общини Попово.

## Населення
За даними перепису населення 2011 року у селі проживали 667 осіб.
Національний склад населення села:
| Національність   | Кількість осіб | Відсоток |
| ---------------- | -------------- | -------- |
| болгари          | 541            | 86,1%    |
| цигани           | 44             | 7,0%     |
| турки            | 41             | 6,5%     |
| Всього відповіли | 628            |          |

Розподіл населення за віком у 2011 році:
Динаміка населення: